# Mononobe no Okoshi
Mononobe no Okoshi (物部尾輿) fue un ministro japonés durante el período Kofun, y el jefe del clan Mononobe.
Según los Nihon Shoki, durante el reinado del Emperador Ankan, un collar perteneciente a Mononobe fue robado por la hija de Kikoyu Ihoki (uno de los compañeros muraji de Mononobe). Kikoyu hizo las paces con el emperador, y Mononobe, preocupado de que pudiera estar implicado de alguna manera, donó a la corona dos aldeas bajo su jurisdicción.
Mononobe y su contraparte Ōtomo no Kanamura estaban fuertemente en contra de la introducción del budismo en Japón, y discutieron ferozmente en contra de ello. Cuando el Rey Seong de Baekje envió regalos de sutras y estatuas budistas al Emperador Kinmei en 552, el emperador se enfrentó a un dilema político. Para evitar ofender al Rey Seong o sancionar oficialmente el budismo, dio estos regalos a Soga no Iname, jefe del clan Soga y defensor de la nueva religión. Mononobe fue un oponente político de Soga no Iname, y solicitó con éxito al emperador que impusiera un fallo contra la fe budista; entonces hizo que quemaran el templo del clan Soga y destruyeran la estatuilla budista.
Mononobe también fue responsable de la caída en desgracia de su colega Otomo no Kanamura, cuando ambos estaban en desacuerdo sobre la acción militar contra el reino coreano de Silla.